# Château Trompette (Bordeaux)
Pour les articles homonymes, voir Château Trompette.
Le château Trompette, déformation de château Tropeyte, était une forteresse, aujourd’hui rasée, qui se dressait sur la commune de Bordeaux, dans le département de la Gironde, en région Nouvelle-Aquitaine.
Il a été construit au nord de la ville après la guerre de Cent Ans, par le roi de France Charles VII, autant pour défendre que pour surveiller les Bordelais.

## Localisation
Le château Trompette se trouvait à l'emplacement de l'actuelle esplanade des Quinconces, au nord de la ville, en bord de Garonne. 
Après 300 ans de possession anglaise du duché d'Aquitaine, la forteresse a été construite pour permettre au roi de France d'imposer son autorité face à des Bordelais réticents. Ainsi le choix de l'emplacement du château Trompette est tel qu'il est tourné autant vers la ville que vers le fleuve.

## Toponymie
Le château s'est d'abord appelé Tropeyte, jusqu'à être assimilé au nom de la trompette par attraction paronymique. 
Ce nom lui vient du quartier Tropeyta, lui-même tiré du nom d'une source (l'actuelle fontaine Daurade) qui alimente un ruisseau s'écoulant sur le côté sud de cours du Chapeau Rouge (Fossats de Tropeyta en 1450). 
Il est possible que le mot tropeyta provienne du terme gascon troupeyta signifiant « troupeaux », référence aux élevages présents sur place avant les années 1400. 

## Histoire

### Un château pour protéger et surveiller la ville

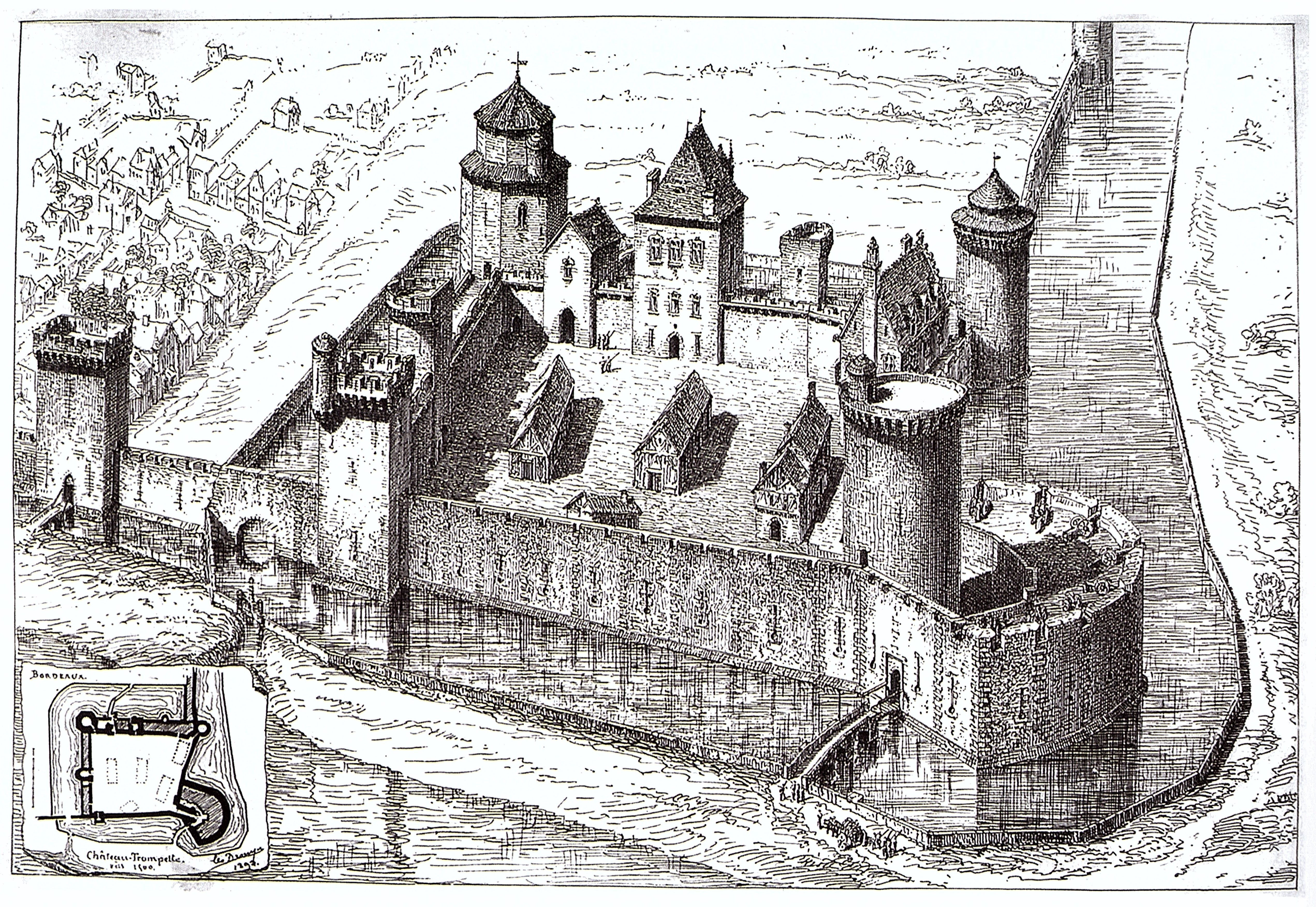
Château Trompette vers 1500.

Après la bataille de Castillon en 1453, qui mit un terme à trois siècles de possession anglaise, la ville de Bordeaux passe contre son gré sous l'autorité des rois de France. Peu de temps après cette victoire, le roi de France, Charles VII, ordonne la construction du « château du Far » (devenu château du Hâ), du fort-Louis (dans le quartier Sainte-Croix), et du « château Trompette », pour protéger le pays contre une nouvelle offensive anglaise, et surtout pour contrôler la ville fraîchement conquise.
Pour s'être ralliée de nouveau aux Anglais, malgré sa reddition à Dunois en 1451, la ville de Bordeaux dut, ainsi que d'autres villes de Guyenne, supporter le coût des constructions.
Le château est construit par Jean II de Bourbon. Terminé en 1455, il devient le symbole de l'autorité royale à Bordeaux, et aussi des restrictions du pouvoir et des libertés communaux.

En 1562, pendant les guerres de religion, Symphorien de Durfort, seigneur de Duras, tente de s’en emparer, sans succès. 

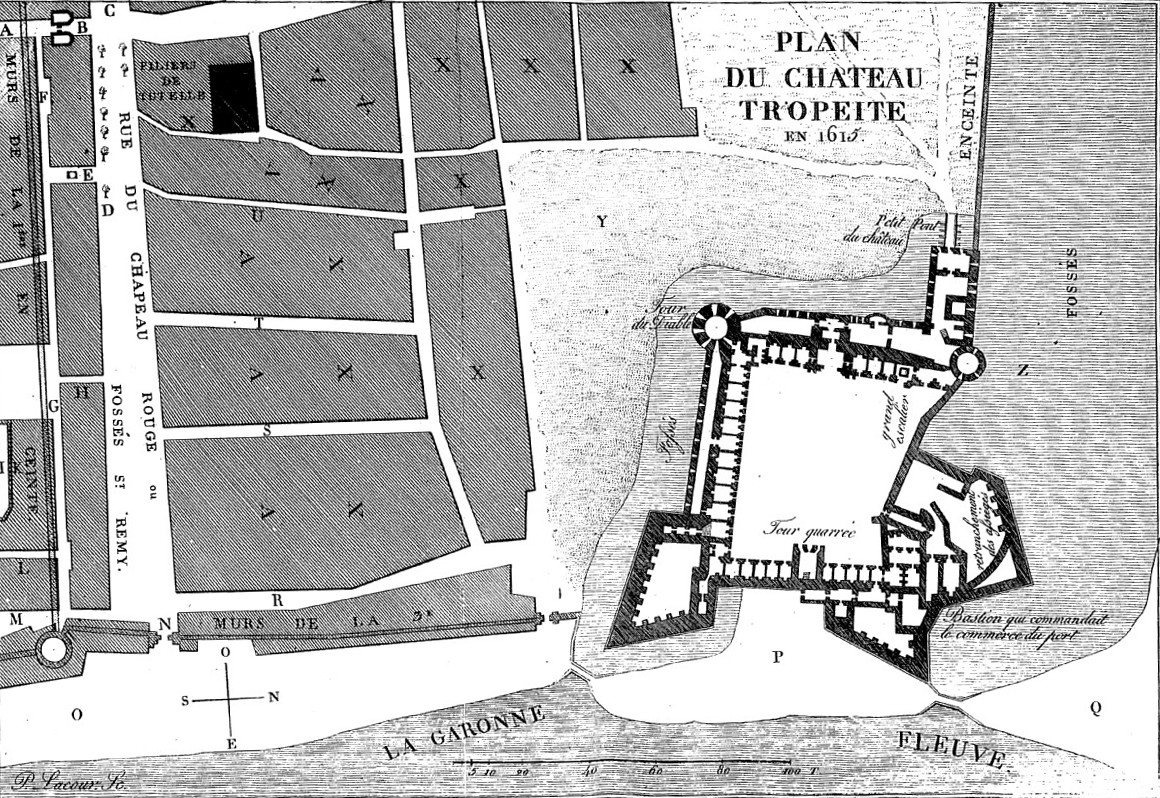
Plan du château Trompette en 1615.
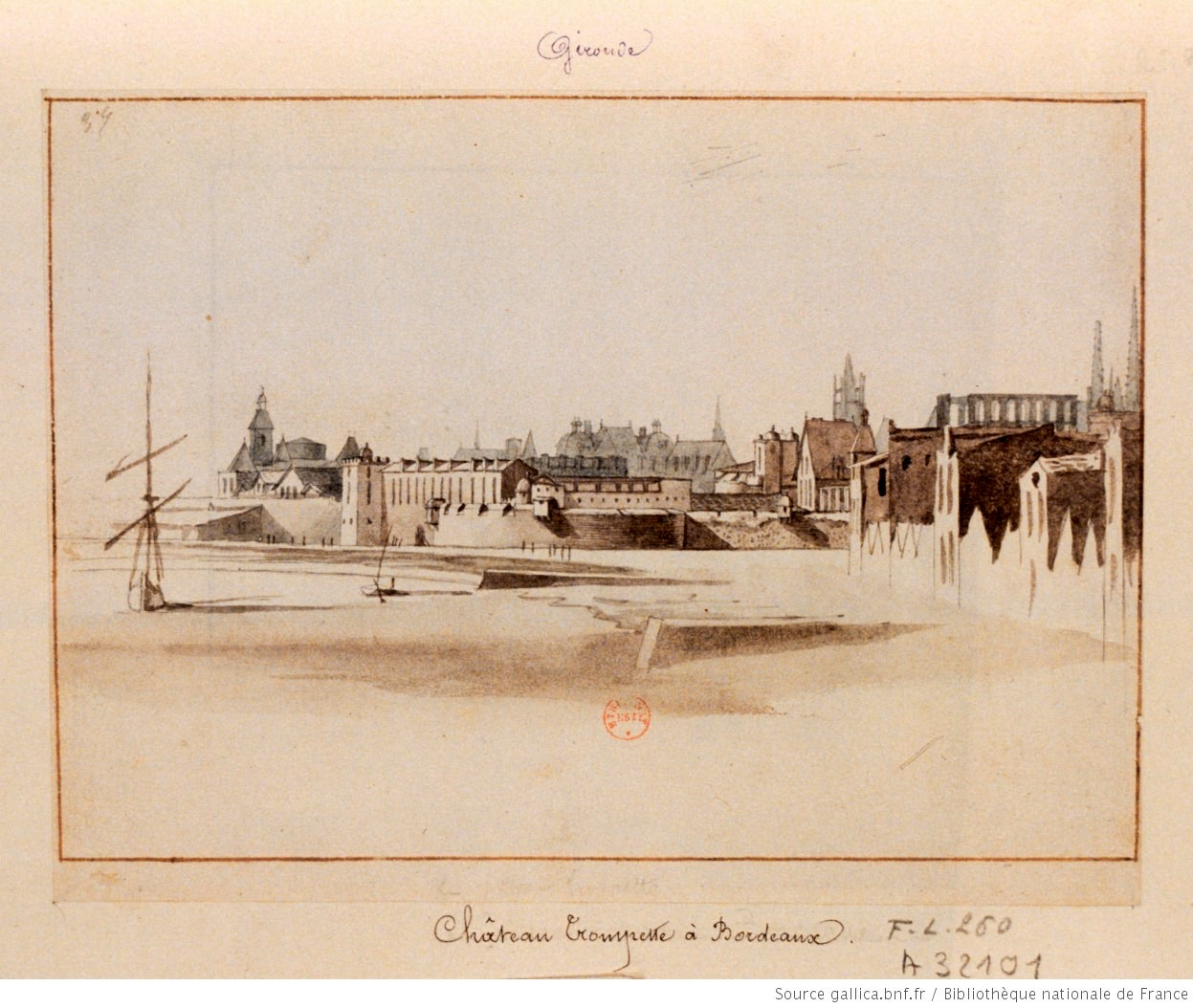
Le château Trompette en 1638, vu depuis les Chartrons, par Herman van der Hem.
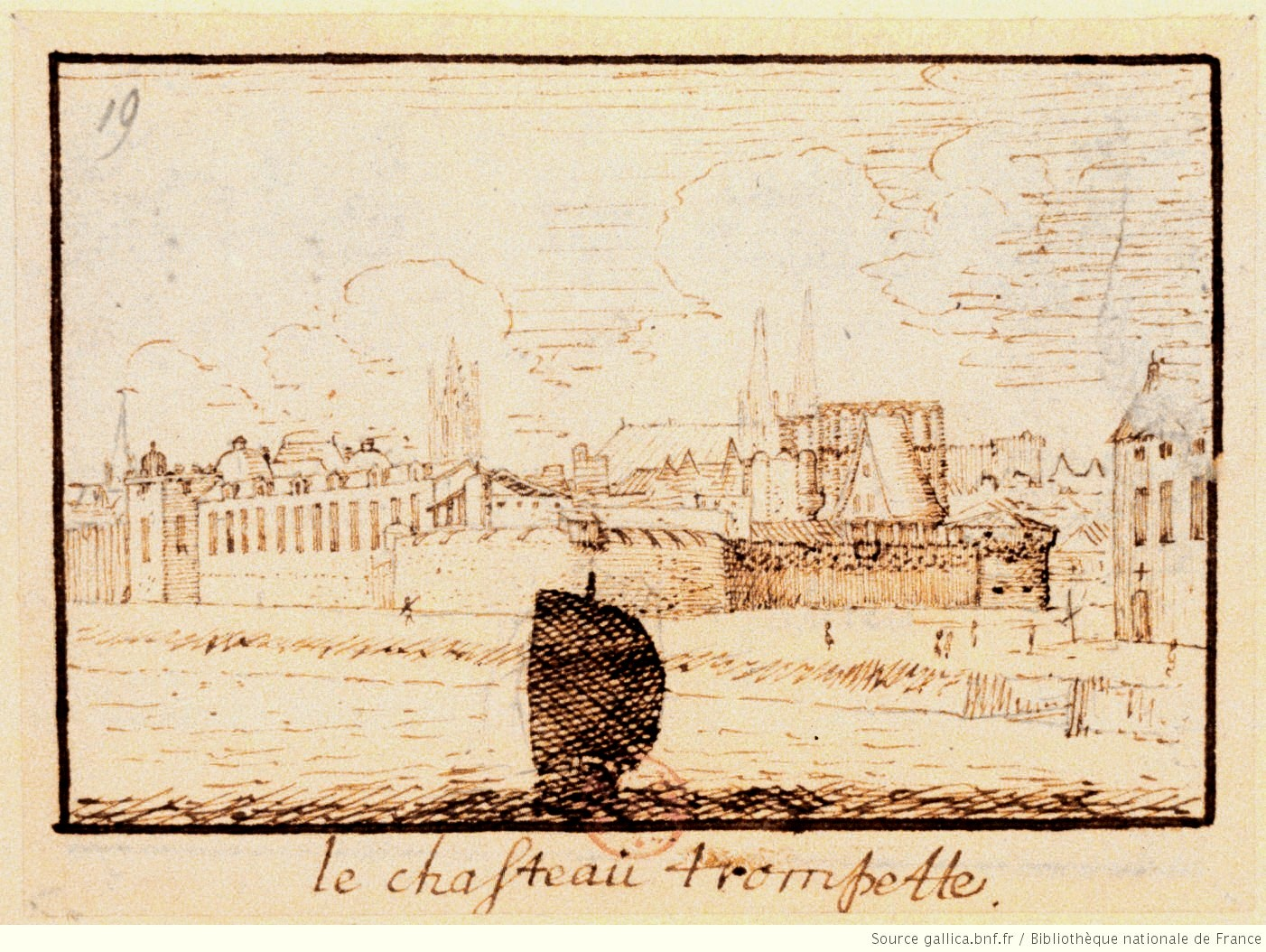
Le château Trompette vers 1640, par Herman van der Hem.

### Détruit par les révoltes et reconstruit une première fois
En août 1649, les Bordelais asphyxiés par les taxes et impôts nouveaux, décidés par le Parlement de Bordeaux et le clergé, se soulèvent contre le duc d’Épernon, gouverneur de Guyenne. Ce dernier ordonne à l’artillerie du Château Trompette de tirer sur la population, la ville et le port. 

Au moment de l’Ormée, il tombe aux mains de la ville révoltée et est détruit par les Bordelais. Il ne subsiste alors que le grand bastion d’angle. Après répression des derniers insurgés en 1653, le cardinal Mazarin confie à l'ingénieur Pierre de Conty d'Argencour, alors gouverneur de Narbonne, le soin de reconstruire la forteresse. Ce dernier est toutefois limité dans son projet. En effet, un des articles de la paix de 1649, concession du pouvoir royal au Frondeurs, stipulait que le château Trompette soit reconstruit sur ses bases anciennes, sans agrandissement. À la mort d'Argencour en 1655, son ingénieur adjoint André de Serre prend le relais, mais affirme en 1659 rester fidèle aux dessins de son maître. 

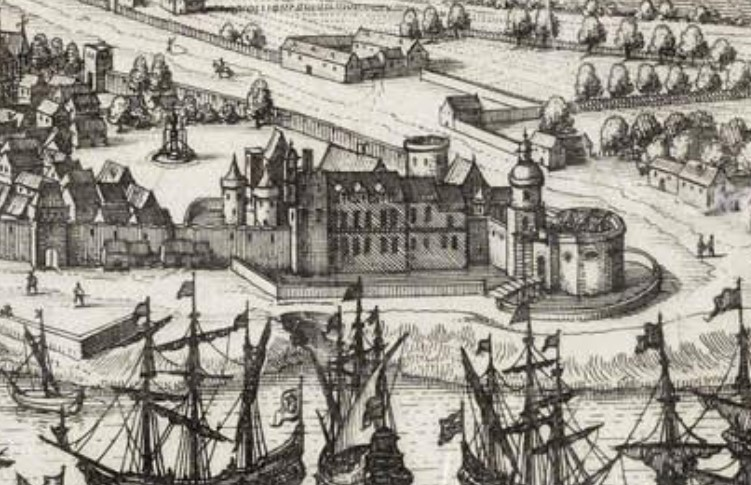
Le château Trompette en 1661, reconstruit sur son périmètre initial.

### Reconstruction en citadelle au XVIIesiècle
À la suite des révoltes bordelaises, et particulièrement celle de l'Ormée, Louis XIV décide finalement en 1659 de le reconstruire une nouvelle fois sous la forme d'une citadelle bastionnée, remettant en cause le traité de paix de 1649. Pour ces travaux d'agrandissement, il fait détruire, aux frais de la ville, les ruines des Piliers de Tutelle, vestige de l'antique Burdigala, ainsi que deux couvents et 300 des plus belles demeures de la ville. L'espace dégagé sert à la création de l'immense glacis qui entoure la citadelle. Le pouvoir militaire exige aussi que la hauteur des maisons bordant les allées de Tourny soit limitée pour permettre le tir au canon sur la ville.

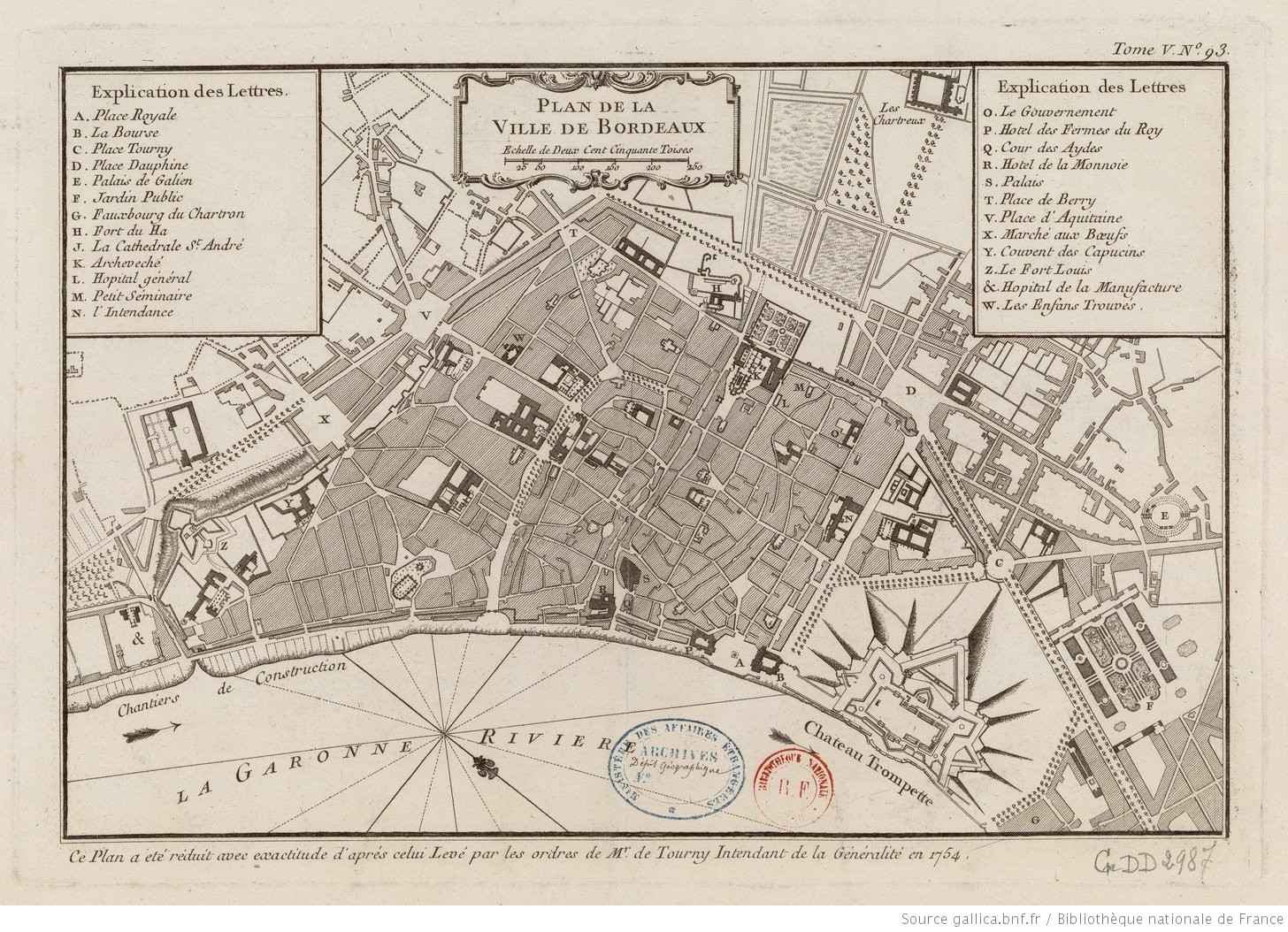
Plan de Bordeaux en 1754.

La construction du second château Trompette est entreprise en 1664 et dure onze ans. Colbert charge le chevalier de Clerville, ingénieur des fortifications militaires, d'en faire les plans. L'exécution est confiée à l'architecte Pierre Duplessy-Michel et les travaux sont supervisés par l'ingénieur et architecte Nicolas Payen.
Le nouvel ensemble forme un corps castral à six bastions et trois demi-lunes. Les bastions d’angle englobent une tour qui sert de cavalier d’artillerie. À l’intérieur, la forteresse est dotée d’un hôtel pour le gouverneur, de casernes, de corps de garde et d’une chapelle. Enfin, les décors architecturaux soignés et les vastes proportions en font une des plus belles constructions militaires du règne de Louis XIV.
En 1680, Vauban signale les faiblesses du château et propose un projet, mais l'abandonne pour se consacrer à la citadelle de Blaye complétée du fort Paté et du fort Médoc.

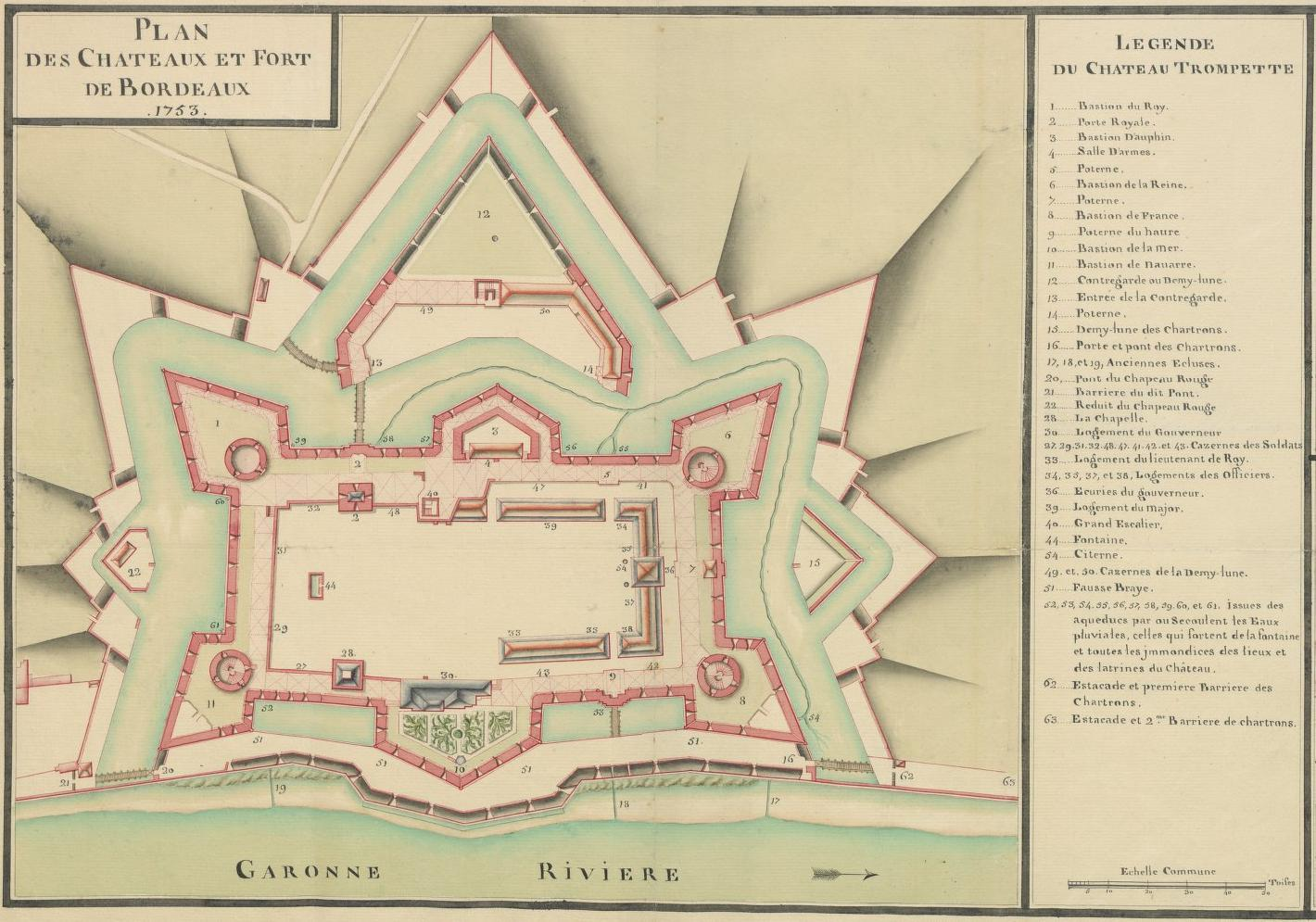
Le plan du château Trompette en 1753.
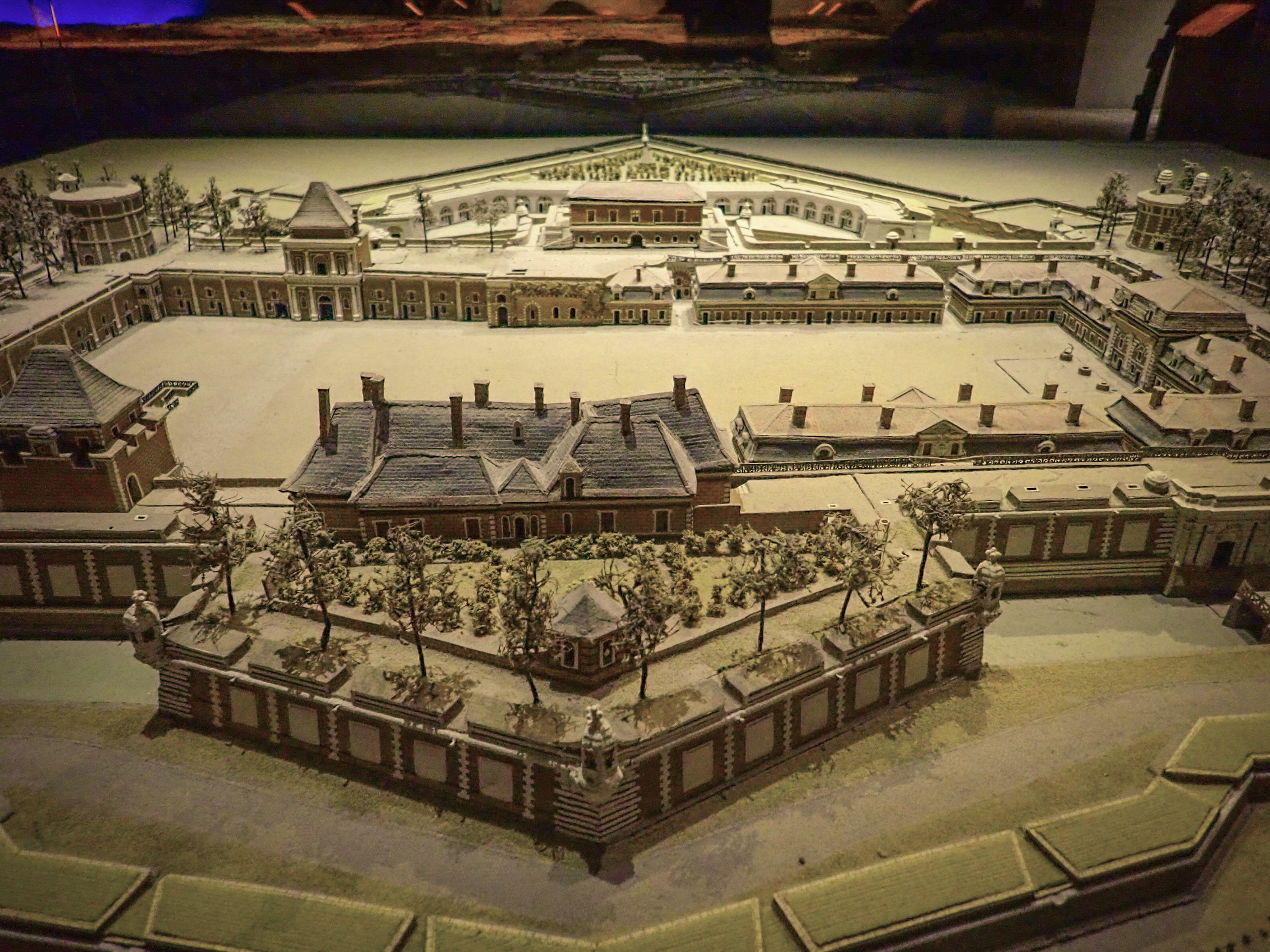
Plan-relief du château-Trompette, côté est donnant sur la Garonne.
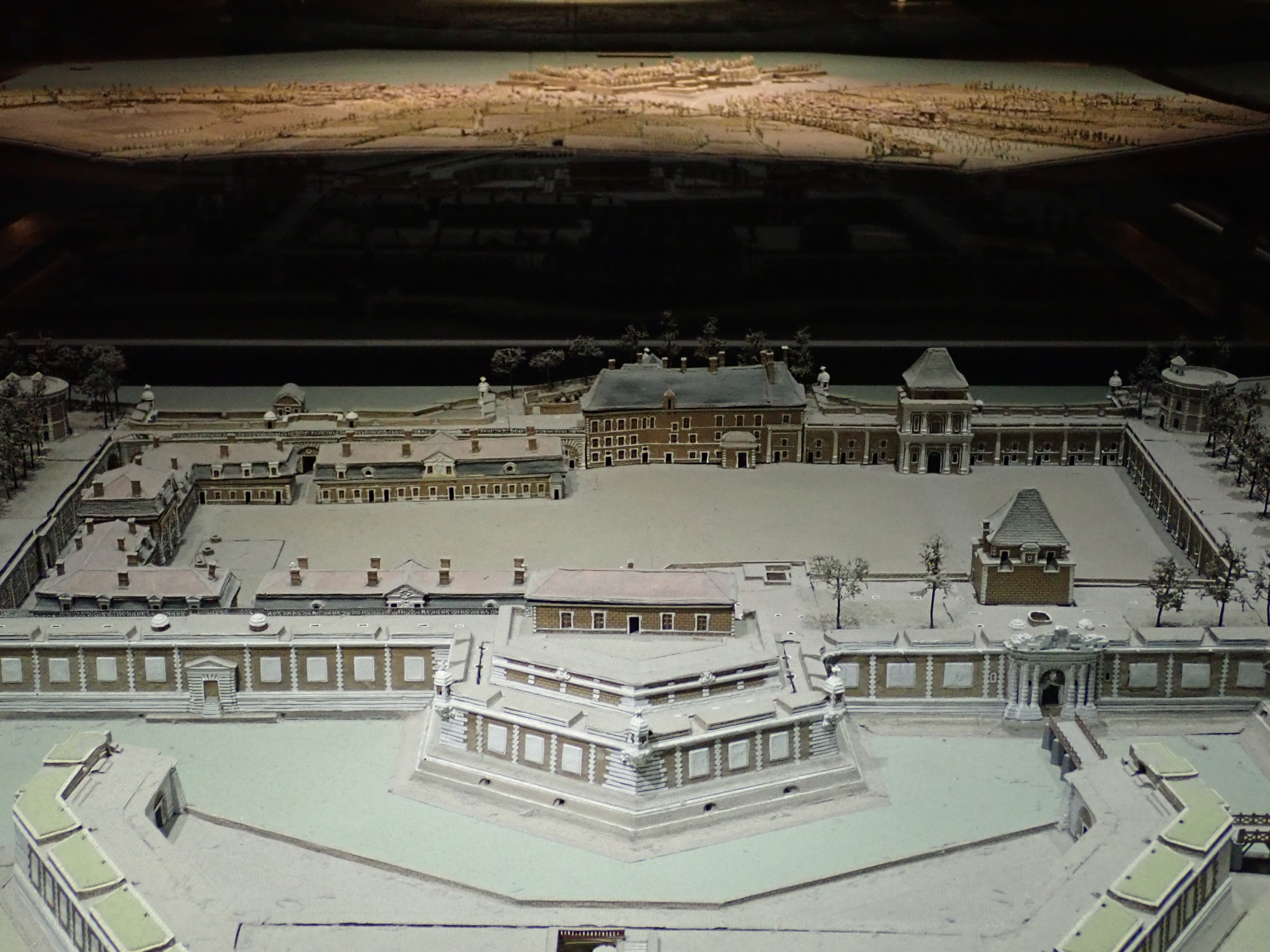
Plan-relief du château-Trompette, côté ouest donnant sur la ville.

### Un ouvrage militaire devenu inutile au XVIIIesiècle
Au XVIIIe siècle, grâce au commerce colonial, la ville renoue avec la prospérité économique. Les Bordelais n’éprouvent plus le besoin de se rebeller. Parallèlement à cela, les intendants souhaitent embellir et moderniser la cité. À partir de 1743, Tourny s’efforce d’intégrer la forteresse en créant des jardins et en aménageant des promenades, comme les allées de Tourny.

En vue de la construction du Grand-Théâtre, Louis XV cède à la ville des terrains situés sur les glacis du château Trompette. Cette surface rectangulaire, l'îlot Louis, descend presque jusqu’au fleuve, et la vente des lots doit aider au financement de la construction de la nouvelle salle de spectacle.

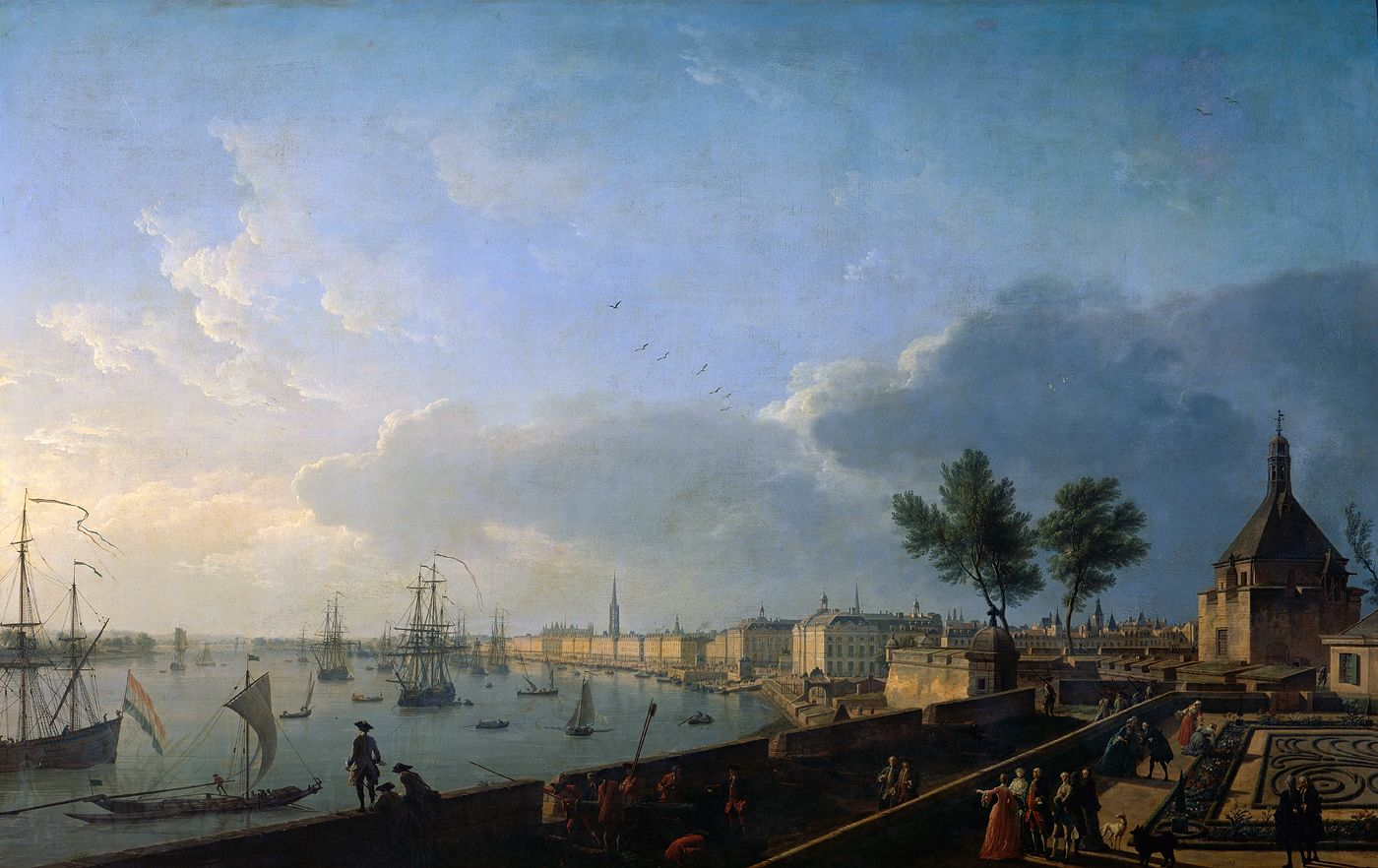
Vue du port de Bordeaux en 1759 prise du château Trompette, par Claude Vernet.
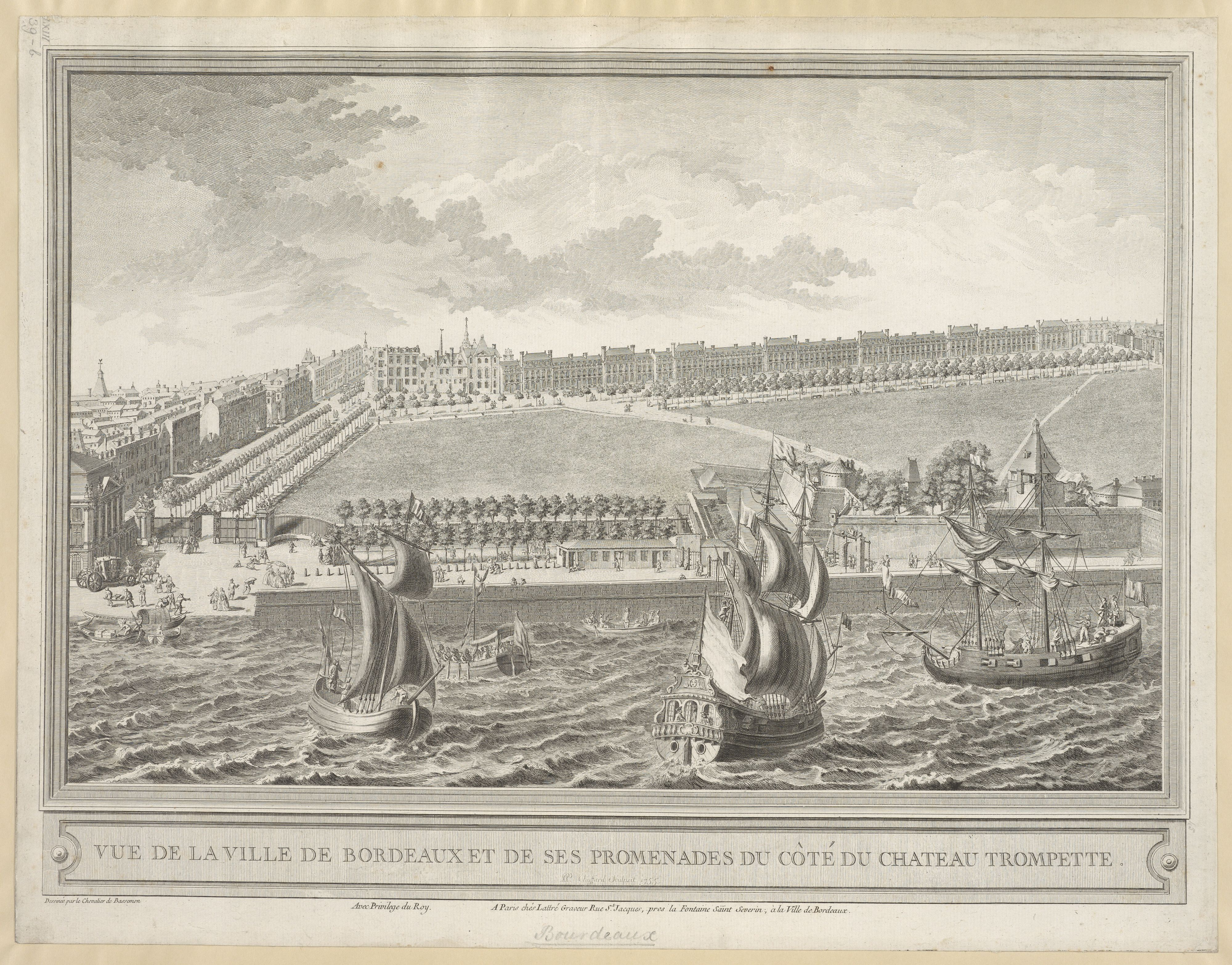
Vue en 1755 des promenades plantées par l'intendant Tourny au niveau du cours du Chapeau-Rouge et des allées de Tourny.
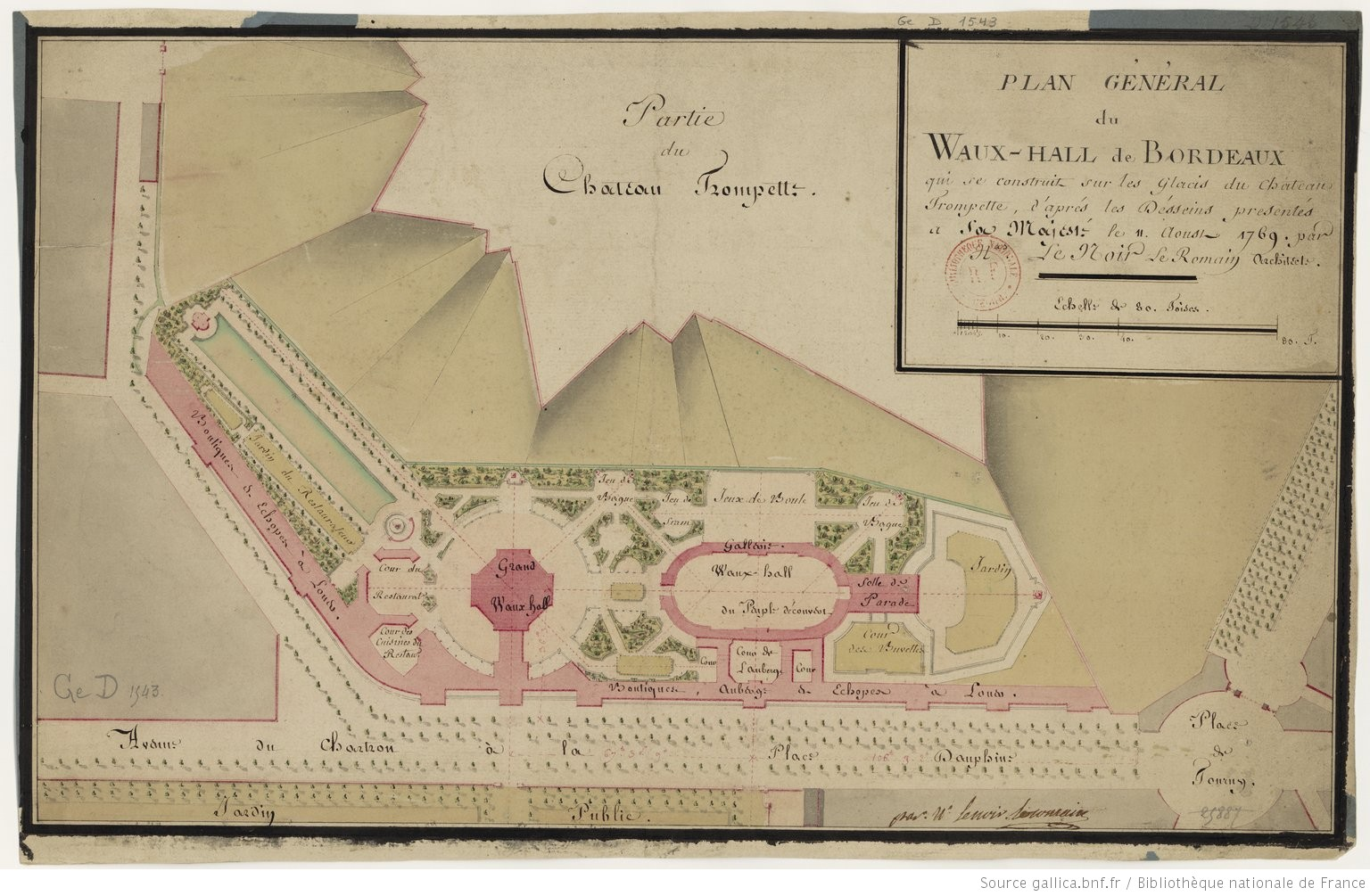
Projet de vaux-hall sur le glacis ouest en 1769, abandonné l'année suivante.
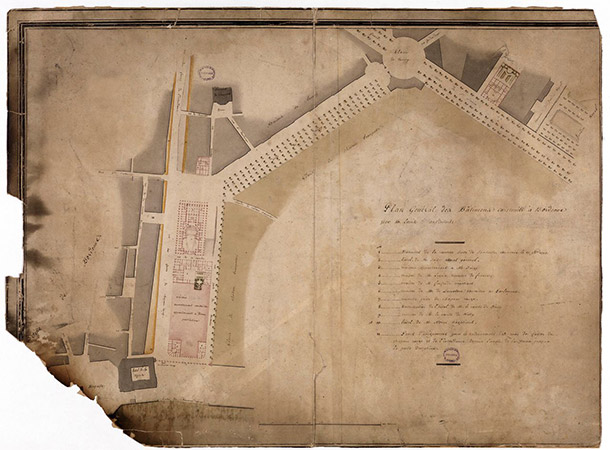
Plan de la partie sud du glacis vers 1780, faisant apparaître le Grand-Théâtre et l'îlot Louis.

### Démolition du château au début du XIXesiècle
La masse imposante du château Trompette empèche le developpement urbain. La forteresse constitue un obstacle entre le cœur de ville et les faubourgs des Chartrons et de Saint-Seurin.
En 1773, la Ville obtient l’autorisation d’édifier une salle de spectacle, le Grand Théâtre. En 1785, des lettres patentes de Louis XVI autorisent la vente des matériaux de démolition du château Trompette ; décision confirmée par l’Assemblée constituante le 8 juillet 1791. 
À partir de 1816, ce château très impopulaire est entièrement rasé, à la limite des fondations, pour permettre la réalisation de la place des Quinconces.

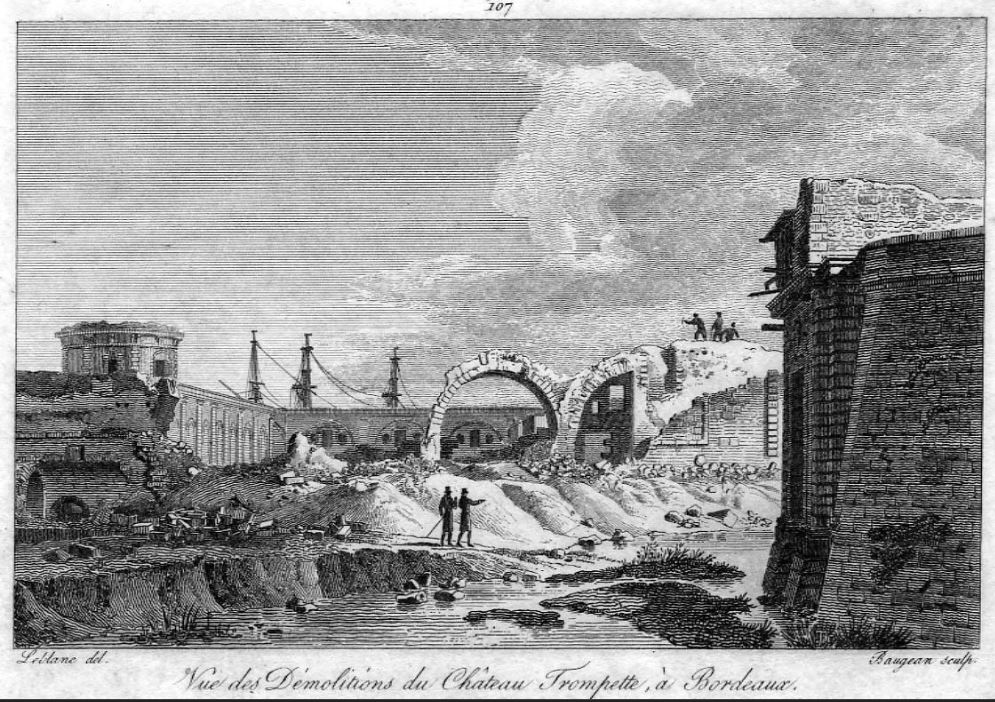
Vue des démolitions en 1837.

## Vestiges
- En 2006, les travaux d'aménagement des lignes du tramway sur la place des Quinconces ont mis au jour des vestiges du château, mais ceux-ci ont été enterrés à nouveau.
- Une maquette ancienne du château Trompette, conservée au musée des Plans-reliefs (Hôtel des Invalides, Paris) permet de se rendre compte de ce à quoi ressemblait la citadelle avant sa destruction.
- Une voie donnant sur la place des Quinconces porte le nom de « rue du château Trompette ».
- Le buste de Louis XIV qui ornait la porte royale est exposé au musée d'Aquitaine (Bordeaux).